# La cabeza de Jano
La cabeza de Jano (en alemán: Der Janus-Kopf) es una película de terror muda dirigida por F. W. Murnau. La película era una adaptación no autorizada  de la novela de Robert Louis Stevenson de 1886 El extraño caso del Dr. Jekyll y Mr. Hyde, pero la fuente no fue reconocida en algunos medios alemanes debido a los cambios en los nombres de personajes.
Estrenada el 17 de septiembre de 1920 por el Lipow Co., esta es una de las películas perdidas de Murnau. El guion fue escrito por Hans Janowitz, que colaboró con Carl Mayer en El gabinete del doctor Caligari (1920). Si bien la película no sobrevive, los guiones y las notas de producción relacionadas sí se conservan. Ya que la película está perdida, su duración total se desconoce.

## Argumento
El Dr. Warren (el personaje del Dr. Jekyll; Conrad Veidt) cambia a Mr. O'Connor (un paralelo de Mr. Hyde). Esta transformación no se produce por experimentación con sustancias químicas como en el original de Stevenson, sino a través de la influencia sobrenatural de un busto de Jano (el dios romano de las puertas y entradas), que Warren compra a un anticuario en la secuencia de apertura como regalo para su amada, Jane Lanyon (Margarete Schlegel). La curiosa figura presenta la cara de un dios bueno por un lado y la de un demonio malvado por la otra, como metáfora de la duplicidad de la naturaleza humana. Cuando ella rechaza el regalo, horrorizada, Warren se ve obligado a quedarse con la estatuilla, con la que empieza a obsesionarse.
Es entonces cuando el Dr. Warren se transforma por primera vez en el horrible Señor O'Connor, y regresa a la casa de Jane furioso, secuestrándola y llevándola a su laboratorio. Cuando se recupera, Warren está horrorizado por lo que ha hecho e intenta vender el busto en una subasta, pero el control que ejerce sobre él lo fuerza a comprarlo otra vez. Una segunda transformación prueba ser su ruina, cometiendo actos aleatorios de violencia en las calles.
Finalmente, el Dr. Warren como el perseguido Señor O'Connor se ve forzado a tomar veneno después de encerrarse en su laboratorio. Muere, abrazando la estatua contra su pecho.

## Reparto
- Conrad Veidt como Dr. Warren / Señor O'Connor
- Magnus Stifter como el amigo del Dr. Warren
- Margarete Schlegel como Jane Lanyon / Grace
- Willy Káiser-Heyl como extra
- Béla Lugosi como el mayordomo del Dr. Warren
- Margarete Kupfer como extra
- Danny Guertler como extra
- Gustav Botz como extra
- Jaro Fürth como extra
- Hans Lanser-Rudolf como extra
- Marga Reuter como extra
- Lanja Rudolph como extra

## También conocida como
- Der Januskopf – Eine Tragödie Soy Rande der Wirklichkeit ("La cabeza de Jano – Una tragedia en la frontera de la realidad"; Alemania)
- Love's Mockery
- Schrecken (Alemania; título del tráiler)
- The Janus-Head
- The Two-Faced Man (EE. UU.; título inglés informal)
- Dr. Warren and Mr. O'Connor
- Terror (Unión Soviética, donde se estrenó en 1923)

## Producción
Una nota en el guion indica un caso temprano en Murnau de cámara en movimiento. Cuando el doctor está subiendo la escalera a su laboratorio, las notas de Janowitz dicen "La cámara lo sigue escaleras arriba".
El papel del mayordomo del joven doctor lo interpretó Bela Lugosi, que había emigrado recientemente a Alemania desde Hungría.
El guionista Hans Janowitz se aleja del estilo expresionista y artificial de El gabinete del doctor Caligari para adoptar un tono más solemne y esencial, sin enfatizar los aspectos dramáticos, con numerosas escenas al aire libre y dando pocas instrucciones a Veidt, dándole libertad de actuación.

## Recepción
Esta adaptación libre de la novela clásica de R. L. Stevenson fue estrenada en 1920, el mismo año que una famosa versión estadounidense, Dr. Jekyll y Mr. Hyde (en español, El hombre y la bestia) estrenada por Paramount Pictures y protagonizada por John Barrymore. Críticos cinematográficos suecos de la época encontraron la producción de Murnau más "artística". 